# Батаев (ручей, впадает в Выгозеро)
Батаев — ручей в России, протекает по территории Поповпорожского сельского поселения Сегежского района Республики Карелии. Длина ручья — 11 км.
Ручей берёт начало из озера Подтоевского на высоте 109 м над уровнем моря.
Ручей в общей сложности имеет восемь притоков суммарной длиной 17 км.
Сначала Батаев течёт на северо-восток, затем, в среднем течении, сворачивает на юго-восток, впадая  на высоте 89,3 м над уровнем моря в губу Уроксу на западе Выгозера.
Населённые пункты на ручье отсутствуют.
Код объекта в государственном водном реестре — 02020001212202000005612.